# Mainistir Bhuithe

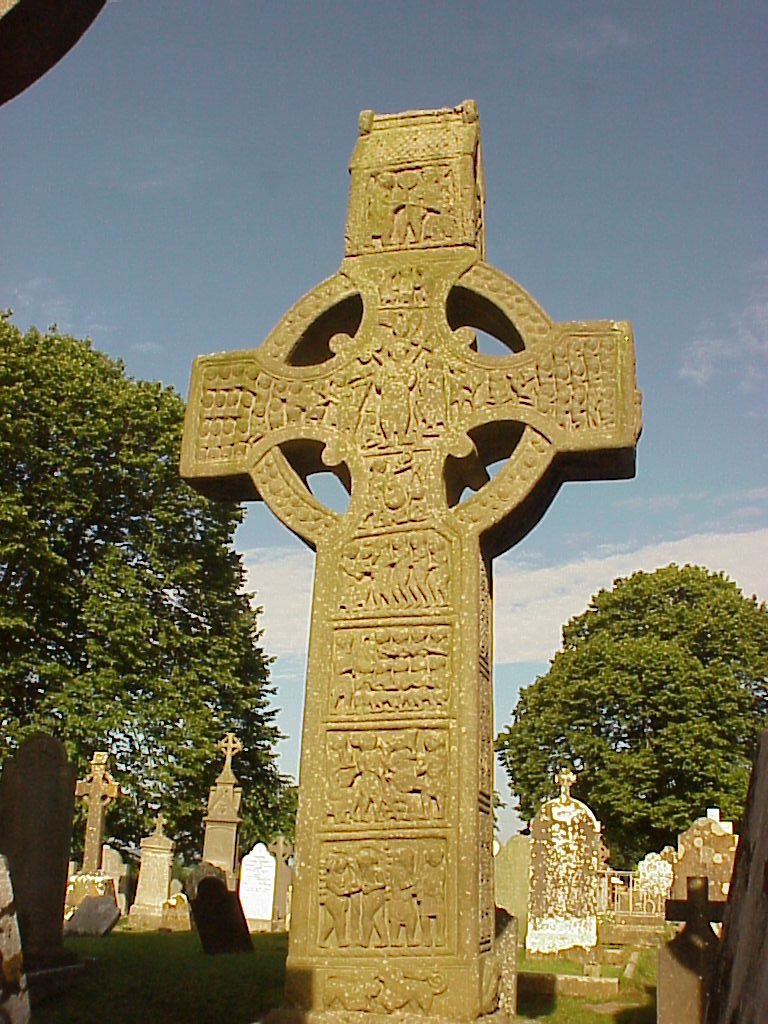
Das Hochkreuz Kreuz von Muiredach in Monasterboice (Ostseite)

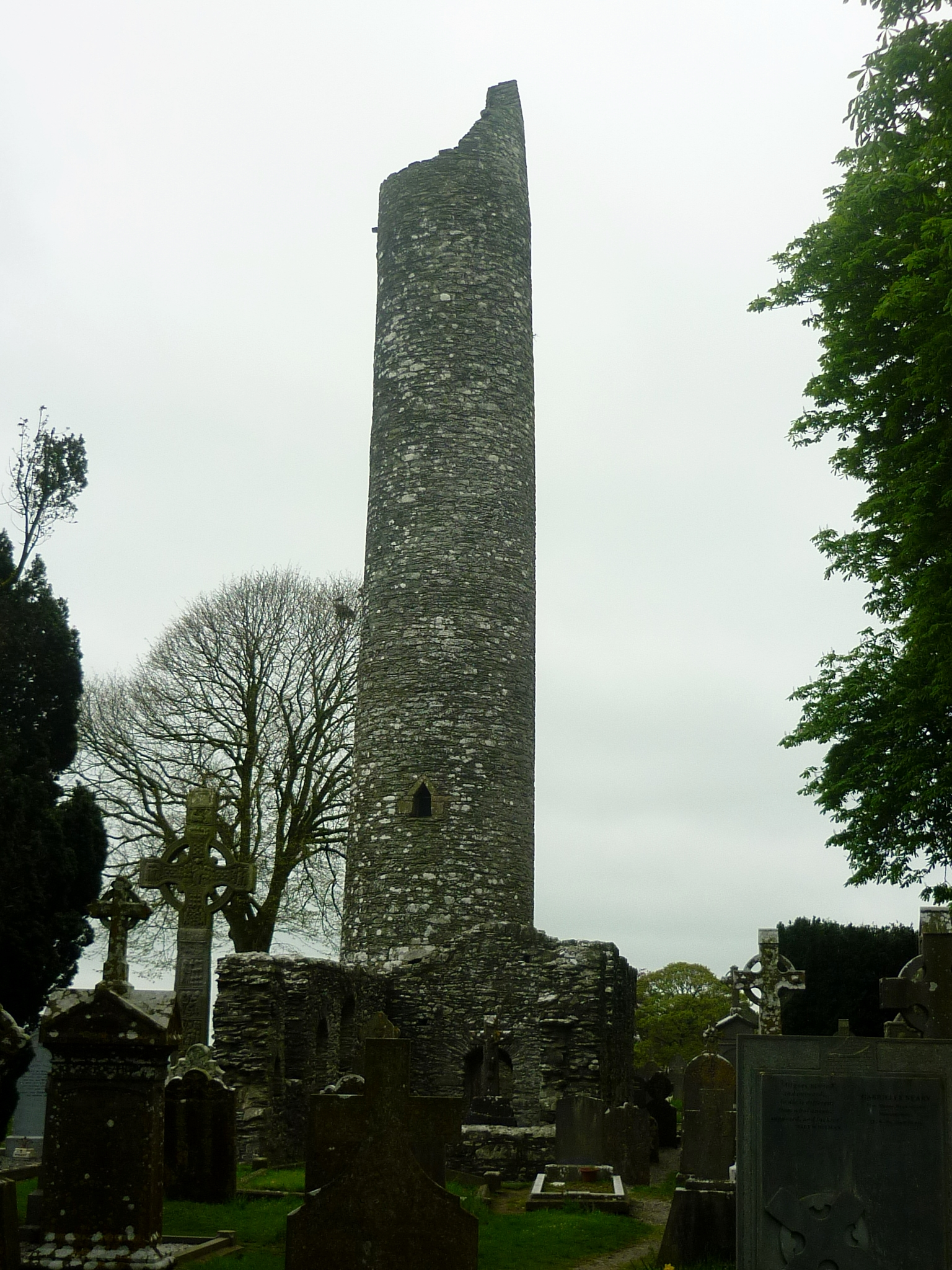
Der Rundturm von Monasterboice

Mainistir Bhuithe (englisch Monasterboice) ist eine Klosterruine der Iroschottischen Kirche in Irland in der Grafschaft Louth.

## Geschichte
Das Kloster wurde vom heiligen Buite (oder Buithe mac Bronach) gegründet, der 521 starb. Aus seinem Namen und dem lateinischen „monasterium“ (Kloster) ergab sich der Ortsname.
Nach einem Brand wurde das Kloster 1097 aufgegeben. Auf dem Friedhof sind die Überreste zweier Kirchen verblieben: die South Church aus dem 9. Jahrhundert und die North Church aus dem 10. Jahrhundert. Der Friedhof wird, wie in Irland üblich, noch heute benutzt.

## Die Hochkreuze und der Rundturm
Bekannt ist die Klosteranlage vor allem für die drei Sandstein-Hochkreuze aus dem 9. Jahrhundert.
Das Muiredach-Kreuz ist 5,8 m hoch. Sein Ornament und die Szenen sind bestens erhalten. Die der Ostseite – aus dem Alten Testament – zeigen Christus, von den Römern verspottet, oben Adam und Eva im Garten Eden und Kain, der Abel erschlägt. Im Westen trägt es Szenen aus dem Neuen Testament. Seinen Namen erhielt es durch eine Inschrift im Sockel, die erzählt, dass es von Muiredach aufgestellt wurde.
Das große Kreuz oder Westkreuz ist mit 6,5 m Höhe das größte in Irland. Besonders ist die Darstellung der Kreuzigung Jesu. Wegen seiner Größe sind viele Bilder eingemeißelt. So unter anderem auf der Ostseite:
- die Taufe Jesu
- Christus im Grab
- David mit dem Kopf Goliaths
- Moses schlägt Wasser aus einem Felsen
- Pilatus wäscht seine Hände
- Samson, der die Säulen des Tempels stürzt
- Versuchung des heiligen Antonius
- Samuel salbt David

Auch ein gut erhaltener, 28,5 m hoher Rundturm aus Naturstein, dem nur sein Dach fehlt, steht auf dem Gelände.